# Лавриненко, Сергей Дмитриевич
Серге́й Дми́триевич Лаврине́нко (укр. Сергій Дмитрович Лавриненко; род. 17 февраля 1975, Орджоникидзе, Днепропетровская область) — украинский футболист, защитник. По завершении выступлений стал тренером.

## Игровая карьера
В футбол начинал играть в ДЮСШ города Орджоникидзе. Первые тренеры — Валерий Кублицкий и Геннадий Северов.
В феврале 1993 года тренер Николай Федоренко, будучи сам родом из Орджоникидзе, пригласил Лавриненко и Евгения Рымшина из ДЮСШ в свою команду — кировоградскую «Звезду-НИБАС». В апреле того же года Сергей дебютировал во второй лиге, а уже в ноябре, вместе с Федоренко, отправился в «Сириус» (Жёлтые Воды). Отыграв в этой команде три матча, Лавриненко вновь вернулся в «Звезду», которую возглавил Александр Ищенко. Под руководством этого тренера кировоградская команда за два сезона прорвалась из второй лиги в высшую и затем прочно закрепилась в ней. Дебют Лавриненко в высшем дивизионе состоялся 25 июля 1995 года в игре против ЦСКА. Всего же в «вышке» за кировоградцев Сергей сыграл более 100 матчей.
С 2000 по 2003 годы выступал в высшей лиге в составе запорожского «Металлурга». Когда команду возглавлял Мирон Маркевич, Лавриненко регулярно выходил в стартовом составе. После ухода Мирона Богдановича Сергей больше играл в дубле и в аренде.
В 2004 году вернулся в «Звезду», где в 29 лет завершил игровую карьеру из-за травмы.

## Тренерская карьера
В 2005 году окончил факультет физвоспитания Кировоградского педагогического университета им. В. Винниченко. С 2009 года тренировал юношей 1998 года рождения в кировоградской футбольной школе «Звезда-Спартак».
В 2011 году возглавил другую кировоградскую футбольную школу — ДЮСШ-2.
В 2014 году назначен исполняющим обязанности главного тренера «Звезды». В октябре 2015 года получил тренерский диплом УЕФА категории «А» и стал главным тренером клуба. Под руководством Лавриненко, в 2016 году кировоградская команда стала чемпионом Первой лиги и получила право выступать в Премьер-лиге Украины. После 4 тура сезона 2016/17 подал в отставку с поста главного тренера клуба. В августе 2016 года назначен главным тренером петровского «Ингульца»

## Достижения

### В качестве игрока
- Победитель Первой лиги Украины: 1994/95
- Бронзовый призёр Второй лиги Украины: 1993/94

### В качестве тренера
- Финалист Кубка Украины: 2018/19
- Победитель Первой лиги Украины: 2015/16